# Gare de Saint-Martin - Sail-les-Bains
La gare de Saint-Martin - Sail-les-Bains est une gare ferroviaire française, fermée, de la ligne de Moret - Veneux-les-Sablons à Lyon-Perrache. Elle est située au lieu-dit La Gare, au nord-est du bourg centre de la commune de Saint-Martin-d'Estréaux, au sud-ouest de Sail-les-Bains, dans le département de la Loire, en région Auvergne-Rhône-Alpes.

## Situation ferroviaire
Établie à 409 mètres d'altitude, la gare fermée de Saint-Martin - Sail-les-Bains est située au point kilométrique (PK) 388,523 de la ligne de Moret - Veneux-les-Sablons à Lyon-Perrache entre les gares ouvertes de Saint-Germain-des-Fossés (s'intercalent les gares fermées : de Saint-Gérand-le-Puy - Magnet, de Lapalisse - Saint-Prix, d'Arfeuilles - Le Breuil et de Saint-Pierre-Laval) et de Roanne (s'intercalent les gares fermées : de La Pacaudière et de Saint-Germain-Lespinasse).

## Patrimoine ferroviaire
Plusieurs bâtiments de la gare, dont le bâtiment voyageurs, sont toujours présents.